# Dreamin' Night
Dreamin' Night（ドリーミン ナイト）は、ニッポン放送で2004年10月から2005年3月まで放送されていたラジオ番組。パーソナリティーは、垣花正アナウンサー。
毎週様々な分野で活躍しているゲストを迎えて、それぞれの生き方や夢の実現に至った道のりなどを紹介。また、毎月1回、ニッポン放送のイマジンスタジオにゲストを迎えて、公開放送を行っている。

## 放送時間
- 2004年10月～2005年3月　毎週金曜日　21:00～21:30